# Göring (Hiltpoltstein)
Göring ist ein Gemeindeteil der Marktes Hiltpoltstein im Landkreis Forchheim (Oberfranken, Bayern).

## Geografie
Der  im nordwestlichen Teil der Pegnitz-Kuppenalb gelegener fränkischer Weiler. befindet sich etwa zwei Kilometer südlich des Ortszentrums von Hiltpoltstein auf 499 m ü. NHN.

## Geschichte
Das Vorkommen der Endsilbe „-ing“ im Ortsnamen Göring deutet darauf hin, dass der Ort durch bairische Siedler gegründet wurde, denn in deren Dialektsprache kommt dieses Grundwort sehr häufig vor. Die „-ing“-Endung bedeutet dabei so viel wie „bei den Leuten des ... “.

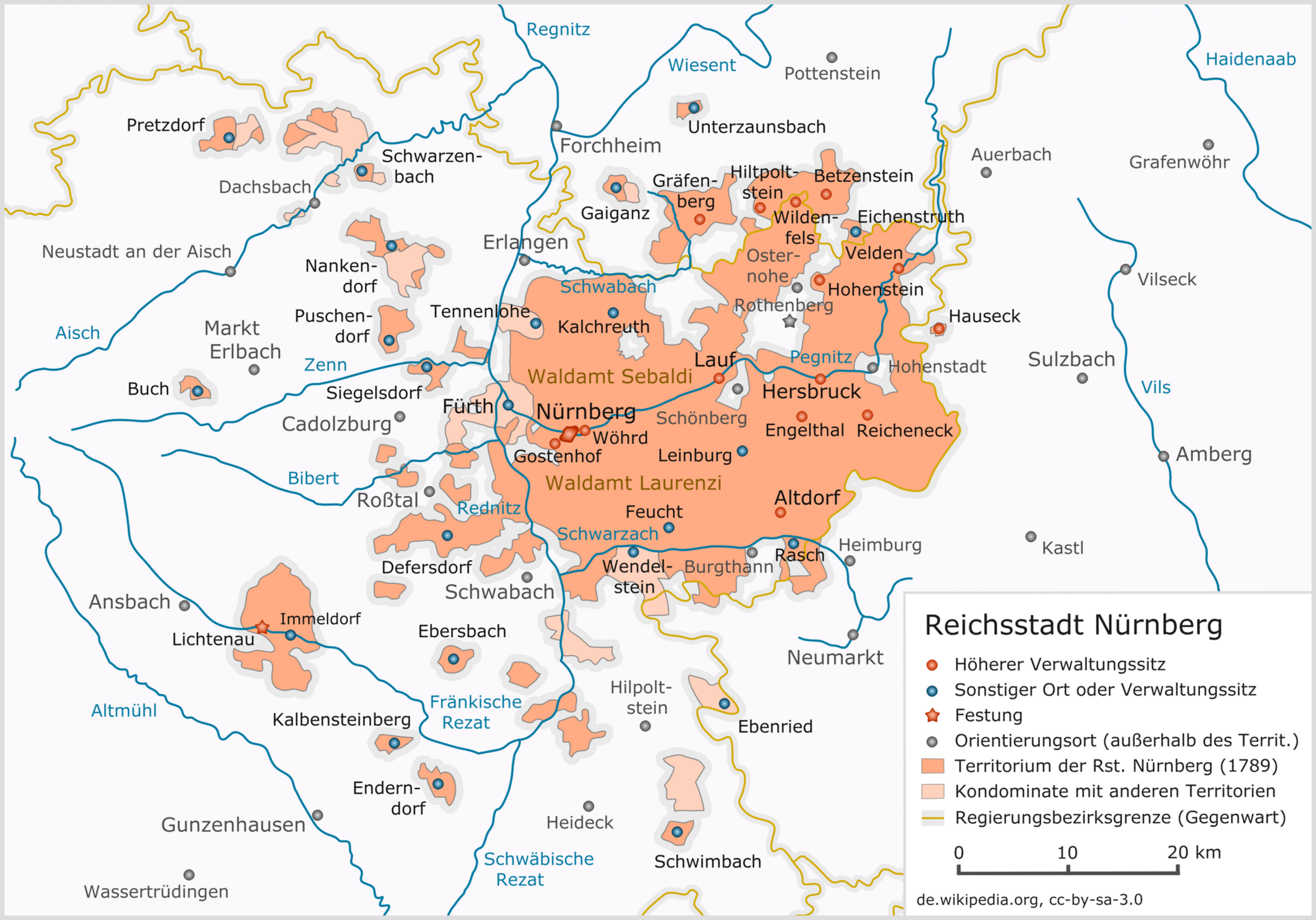
Das Landgebiet der Reichsstadt Nürnberg

Bis zum Ende des 15. Jahrhunderts hatte sich Göring unter der Landeshoheit reichsunmittelbarer Grundherren befunden, danach gelangte es in den Besitz der Reichsstadt Nürnberg, zu deren Landgebiet es in den folgenden drei Jahrhunderten gehörte. Während dieser Zeitspanne hatte das 1503 eingerichtete nürnbergische Pflegamt Hiltpoltstein die Hochgerichtsbarkeit über den Ort inne, ebenso auch wie die Dorf- und Gemeindeherrschaft. Eine tiefgreifende Veränderung für Göring ergab sich erst wieder im Jahr 1806, als die Reichsstadt Nürnberg mit ihrem verbliebenen Landgebiet vom Königreich Bayern unter Bruch der Reichsverfassung annektiert wurde. Zusammen mit dem Restgebiet des Pflegamtes Hiltpoltstein wurde damit auch Göring bayerisch.
Durch die zu Beginn des 19. Jahrhunderts im Königreich Bayern durchgeführten Verwaltungsreformen wurde Göring mit dem zweiten Gemeindeedikt 1818 zum Bestandteil der Ruralgemeinde Hiltpoltstein.

## Verkehr
Die Anbindung an das öffentliche Straßennetz wird durch eine Gemeindeverbindungsstraße hergestellt, die von der am westlichenden Ortsrand vorbeiführenden Staatsstraße St 2241 abzweigt und in Göring als Stichstraße endet.

## Baudenkmäler

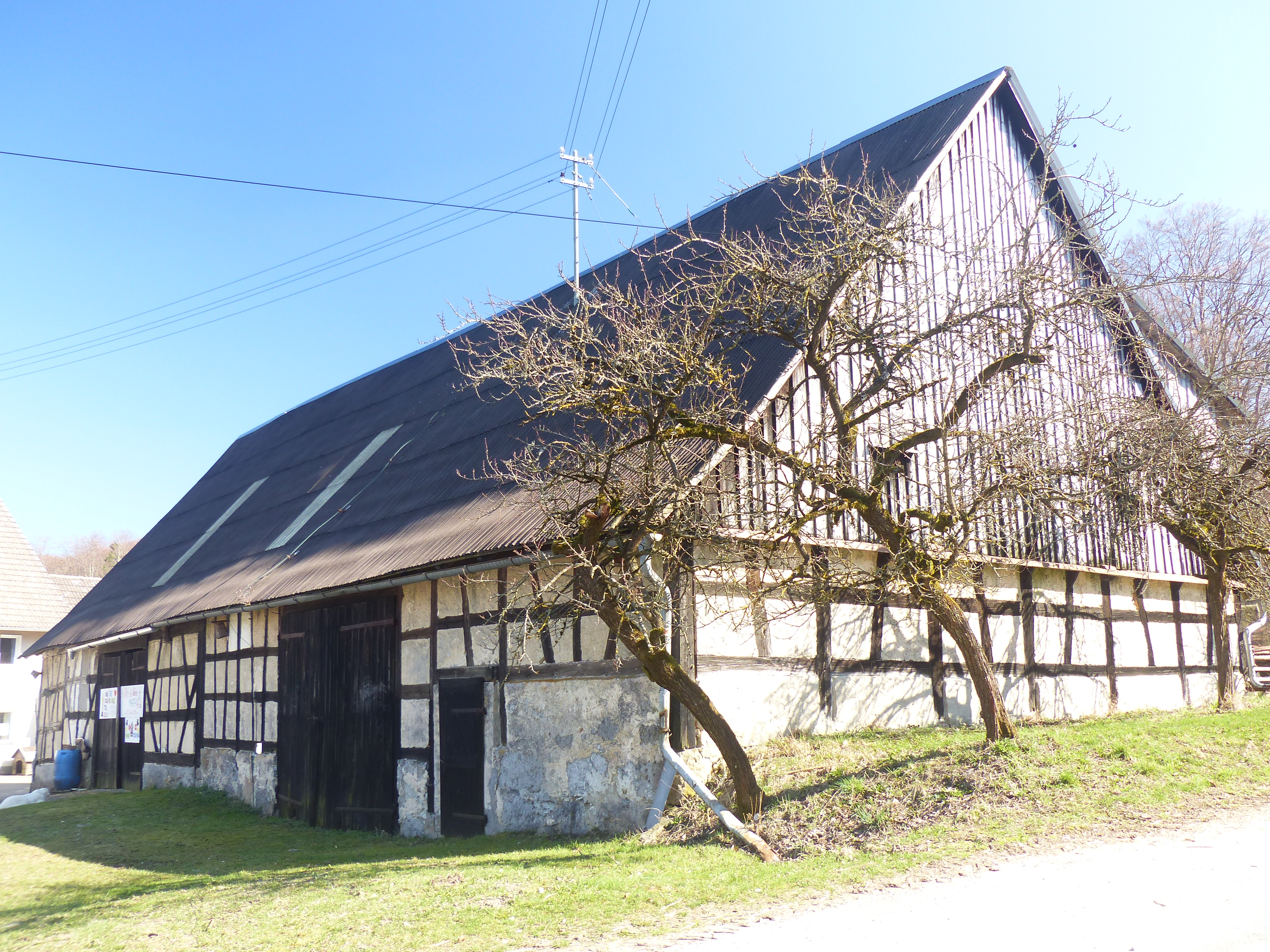
Fachwerkscheune aus dem 18./19. Jh.

Am östlichen Ortsrand von Göring steht eine langgestreckte Fachwerkscheune aus dem 18./19. Jahrhundert.